# Cool Jerks
Cool Jerks fue una banda madrileña de música soul formada a finales de los años 80 en Torrejón de Ardoz.

## Trayectoria
El grupo, liderado por Miguel Ángel Julián (vocalista y compositor), comenzó su andadura durante el verano de 1989 con la grabación de su primera maqueta. Le acompañaban José Gómez “El Sastre” (guitarra), Miguel Ángel “Johnny” (piano y teclados), David Roa “Lance” (bajo), Manolo Corces “Manual” (saxo) y Matías “Matemático” Navarro (batería). Originarios de Torrejón de Ardoz (Madrid), crecieron escuchando la emisora de radio de la cercana base militar americana donde se empaparon de los sonidos del funky y el soul de los años 60 y 70.
El locutor de Radio 3, Juan de Pablos, quedó impresionado cuando escuchó la maqueta y les brindó desde un principio todo su apoyo, dándolos a conocer desde su programa 'Flor de Pasión', lo que les llevó a la grabación de su primera referencia discográfica en 1990 con el extinto sello 'La Fábrica Magnética'.
El lanzamiento de su primer trabajo Soul Teller fue recibido con muy buenas críticas por la prensa especializada y obtuvo un buen nivel de ventas, gracias en parte al éxito del sencillo I Don’t Wanna Kiss You.
En 1992 publican Sweet & Wild, producido al igual que el anterior trabajo por el californiano David Gwynn. Con un sonido más evolucionando, el órgano Hammond B-3 interpretado magistralmente por Fernando de la Casa, junto al pedal wah-wah adquirieron en este álbum mucho más protagonismo.
En diciembre de 1993 lanzan el mini Cd de cuatro temas Picture of her Soul, adelanto de lo que sería su tercer álbum :Fantabulous Crime (1994), que fue según la crítica uno de sus mejores trabajos. Entre 1994 y 1995, coincidiendo con el Fantabulous Soul Tour que les consolidaría como una de las mejores bandas españolas de Soul, Cool Jerks graban un Cd titulado Everybody Needs Love en exclusiva para Rne-3.
En 1996 lanzan Soul to Waste con la discográfica británica Everlasting Records, y en 1998, tras la quiebra de La Fábrica Magnética, un nuevo sello , Lollipop Records, recopiló los diferentes EP de la banda en un solo Cd titulado: The Ep's Collection, con un tema inédito de las sesiones de Sweet & Wild titulado Call somebody.
Después de varias giras y de la aparición de la banda en los conciertos de Rne-3 de TVE, Miguel Ángel Julián decidió en 1998 disolver la banda para centrarse en otros proyectos musicales.

## Discografía

### Álbumes
- Soul Teller (1991)
- Sweet & Wild (1992)
- Fantabulous Crime (1994)
- Soul to Waste (1996)

### Sencillos y EP
- Soul Teller (1990)
- This Is My Cry / A Place With No Name (1991)
- I Don't Want To Kiss You / People Sure Act Funny (1991)
- Gimme Time (1992)
- Picture Of Her Soul (1993)
- Fantabulous Crime (1994)
- Everybody Needs Love (1995)

### Recopilatorios
- The EP’s Collection (1998)